# Scheloribates heterodactylus
Scheloribates heterodactylus är en kvalsterart som först beskrevs av Sandór Mahunka 1988.  Scheloribates heterodactylus ingår i släktet Scheloribates och familjen Scheloribatidae. Inga underarter finns listade i Catalogue of Life.